# Alfred Savage

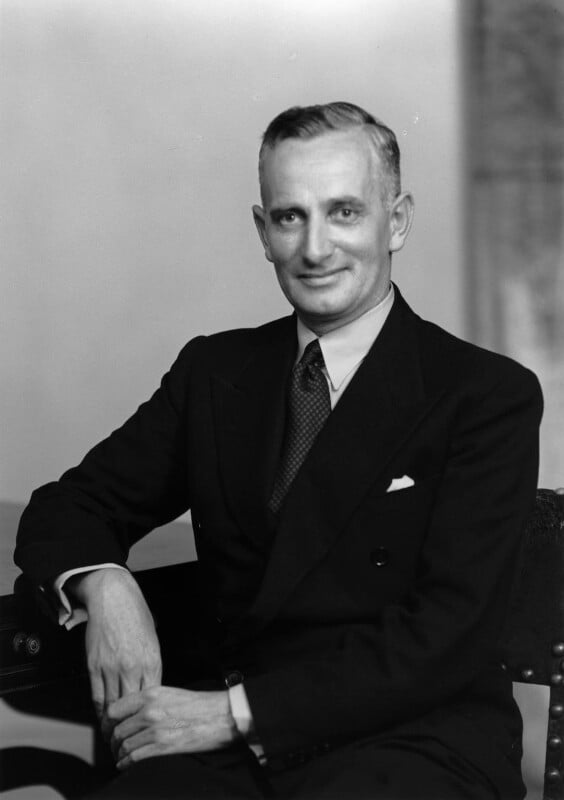
Savage (1949)

Sir Alfred William Lungley Savage, KCMG (* 5. Mai 1903 in Gillingham, Kent, England; † 5. März 1980) war ein britischer Kolonialbeamter, der unter anderem zwischen 1949 und 1953 Gouverneur von Barbados sowie von 1953 bis 1955 Gouverneur von Britisch-Guayana war.

## Leben
Alfred William Lungley Savage, Sohn von Charles Savage, besuchte die 1613 gegründete Dame Alice Owen’s School und trat 1920 zunächst in den öffentlichen Dienst (Civil Service) ein, ehe er 1925 in den kolonialen Verwaltungsdienst (Colonial Administrative Service) wechselte. Er wurde 1928 stellvertretender Finanzsekretär (Deputy Financial Secretary) der Verwaltung des Protektorats Nordrhodesien und war daraufhin zwischen 1935 und 1938 in der Finanzverwaltung der Kronkolonie Fidschi tätig. Im Anschluss war er von 1939 bis 1946 Mitarbeiter der Finanzverwaltung des Mandatsgebiets Palästina sowie zwischen 1946 und 1948 Mitarbeiter der Finanzverwaltung der Kolonie Kolonie Nigeria, wo er von 1948 bis 1949 Finanzsekretär (Financial Secretary) war. Für seine dortigen Verdienste wurde er 1948 zum Companion des Order of St Michael and St George (CMG) ernannt.
Am 1. November 1949 wurde er Nachfolger von Sir Hilary Rudolph Robert Blood als Gouverneur von Barbados. Er hatte dieses Amt bis 1953 inne und wurde am 14. Mai 1953 von Brigadier Sir Robert Arundell abgelöst. Im Rahmen der sogenannten „New Year Honours“ wurde er am 1. Januar 1951 als Knight Commander des Order of St Michael and St George (KCMG) geadelt, so dass er fortan das Prädikat „Sir“ führte.
Nach Beendigung seiner Tätigkeit in Barbados wurde Sir Alfred Savage am 14. April 1953 zum Gouverneur von Britisch-Guayana ernannt, wo er die Nachfolge von Sir Charles Woolley antrat.  Am 9. Oktober 1953 entließ Savage auf Anweisung von Premierminister Winston Churchill, die demokratisch gewählte Regierung von Premier Cheddi Jagan, um das zu stoppen, was das Kolonialministerium (Colonial Office) eine sich zusammenbrauende „kommunistische Verschwörung“ nannte. Er setzte außerdem die Verfassung außer Kraft und übernahm mit Hilfe der britischen Truppen die volle Kontrolle über die Kolonie. Dies geschah nur wenige Monate nach Jagans Amtsantritt am 30. Mai 1953. Savage war weder vor noch nach der Intervention besonders besorgt über den kommunistischen Einfluss in Britisch-Guayana. Am 25. Oktober 1955 wurde er durch Sir Patrick Muir Renison als Gouverneur ersetzt, nachdem Kolonialminister Alan Lennox-Boyd sich wegen Savage unwohl gefühlt hatte und eine energischere Hand in Georgetown wollte.
Nach seiner Abberufung als Gouverneur von Britisch-Guayana wurde Sir Alfred Savage 1956 Vorsitzender des West African Currency Board, des Eco-Währungsausschusses der Westafrikanischen Wirtschaftsgemeinschaft. Er war seit 1931 mit Doreen Hopwood verheiratet, Tochter des Kolonialbeamten James Hopwood, OBE.